# Highfields (Queensland)

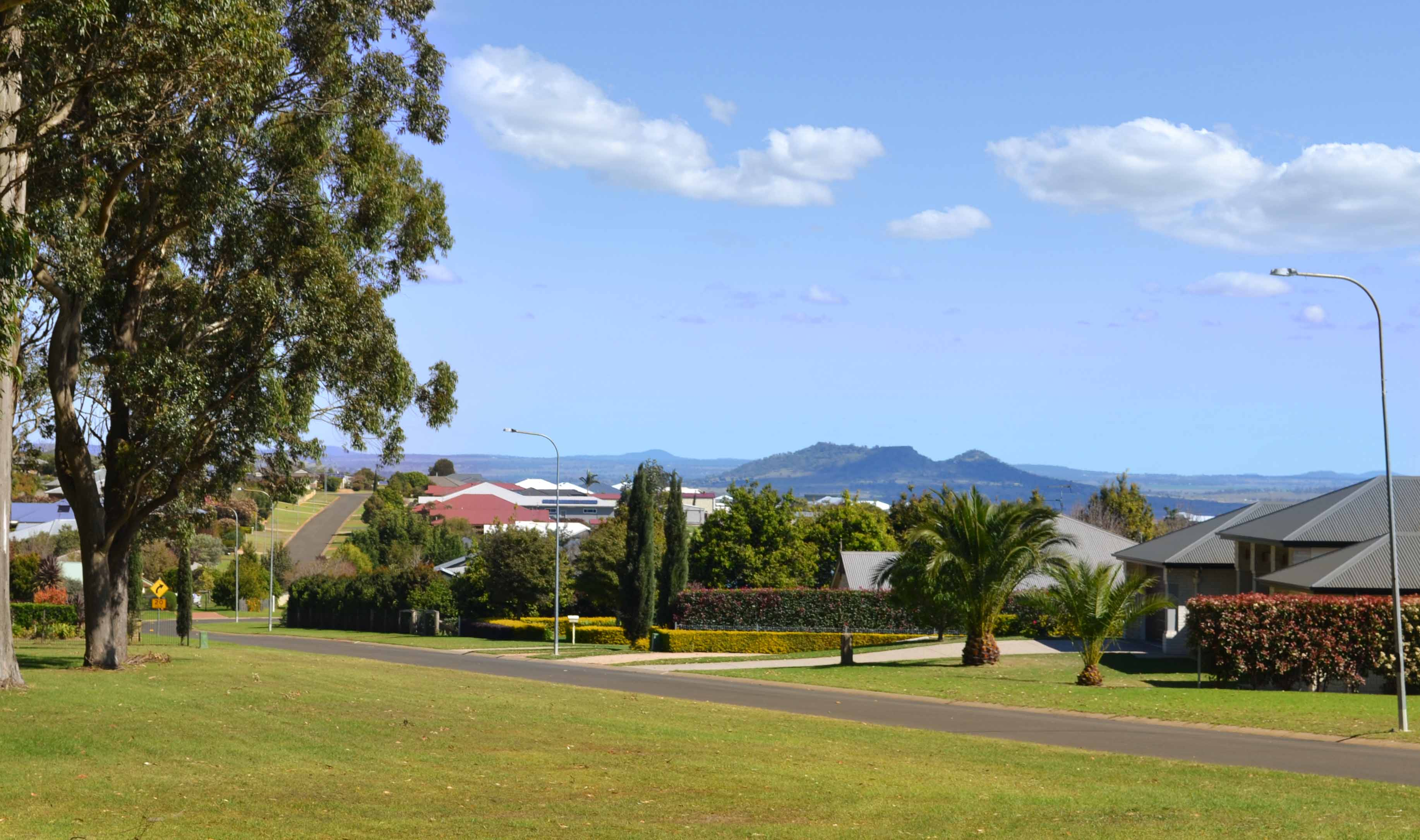
Mitchell Road Park, Highfields, Queensland (2014)

Highfields ist eine kleine Stadt direkt nördlich von Toowoomba in Queensland, Australien mit etwa 10.300 Einwohnern (Stand 2021). Sie liegt am New England Highway in der Great Dividing Range, ein wenig nördlich vom Mount Kynoch und ist eine Satellitenstadt Toowoombas, in der viele der Einwohner beschäftigt sind.

## Gemeinde
Die Highfields State School liegt inmitten der Stadt und ist eine von zwei Primary Schools. Das Toowoomba Christian College ist die einzige Highschool in Highfields und ihr sind sowohl eine Prep als auch eine Primary School angeschlossen.
Eine kleine Ansammlung von Geschäften findet sich an der Abfahrt des New England Highway auf die Highfields Road, darunter sind eine weitere Bäckerei, ein Delikatessenladen, ein Friseur, ein Immobilienvermittler und eine Autoersatzteilehandlung. Am New England Highway selbst liegt ein Motel mit einem Restaurant. 
Ein 2003 eröffnetes Einkaufszentrum umfasst eine Reihe von Läden, darunter ein Geschäft für Werkzeug der Kette Thrifty-Link, ein Backwarengeschäft der Brumby's Bakeries und einen Supermarkt von Woolworths sowie eine Gaststätte. Außerdem gibt es ein Café, eine Metzgerei und einen Laden für Obst und Gemüse, der auch Fruchtsäfte, Salate und Sandwichs anbietet.
Schließlich gibt es in Highfields noch ein anderes Einkaufszentrum, das 2007 erneuert und umgestaltet wurde. Hier sind verschiedene Banken, ein Supermarkt der Kette Coles, verschiedene Einzelhandelsgeschäfte, ein Zeitschriftenladen sowie ein Friseur.
Der Ort verfügt auch über ein Kulturzentrum mit einem Saal für Tagungen und Aufführungen. Zu dem Komplex gehört auch ein Freibad sowie Volleyball- und Basketballhallenspielfelder und eine Sporthalle. Benachbart ist die kommunale Bibliothek und gegenüber liegt eine Anlage für Skateboarder.
Highfields ist die Heimat eines Fußballvereins, dem Highfields FC.

## Sehenswürdigkeiten
Das Highfields Pioneer Historical Village ist ein Freilichtmuseum mit einer Sammlung historischer Maschinen. Es gibt eine voll funktionsfähige  Schmiede, eine historische Kapelle, eine 1928 in Toowoomba hergestellte Dennis Fire Engine, ein 1903 gebautes Gefängnis mit zwei Arrestzellen, einige Automobile vom Typ Ford T und eine Sammlung alter Radiogeräte und Haushaltsgeräte.
Das seit 1989 von dem ortsansässigen Ehepaar Ken und Mary Davidson angelegte Davidson Arboretum verfügt über rund 500 verschiedenen Pflanzenvarietäten. Es hat eine Fläche von etwa 2,5 Hektar. Etwas mehr als ein Hektar davon ist der Öffentlichkeit zugänglich.